# Gibbaeum heathii
Gibbaeum heathii es una especie de planta suculenta perteneciente a la familia de las aizoáceas.  Es originaria de Sudáfrica.

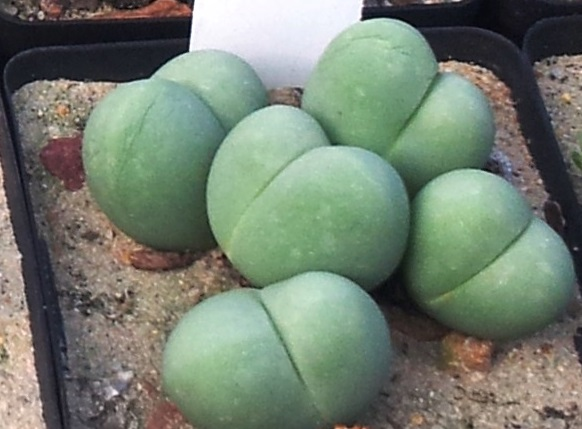
Vista de la planta

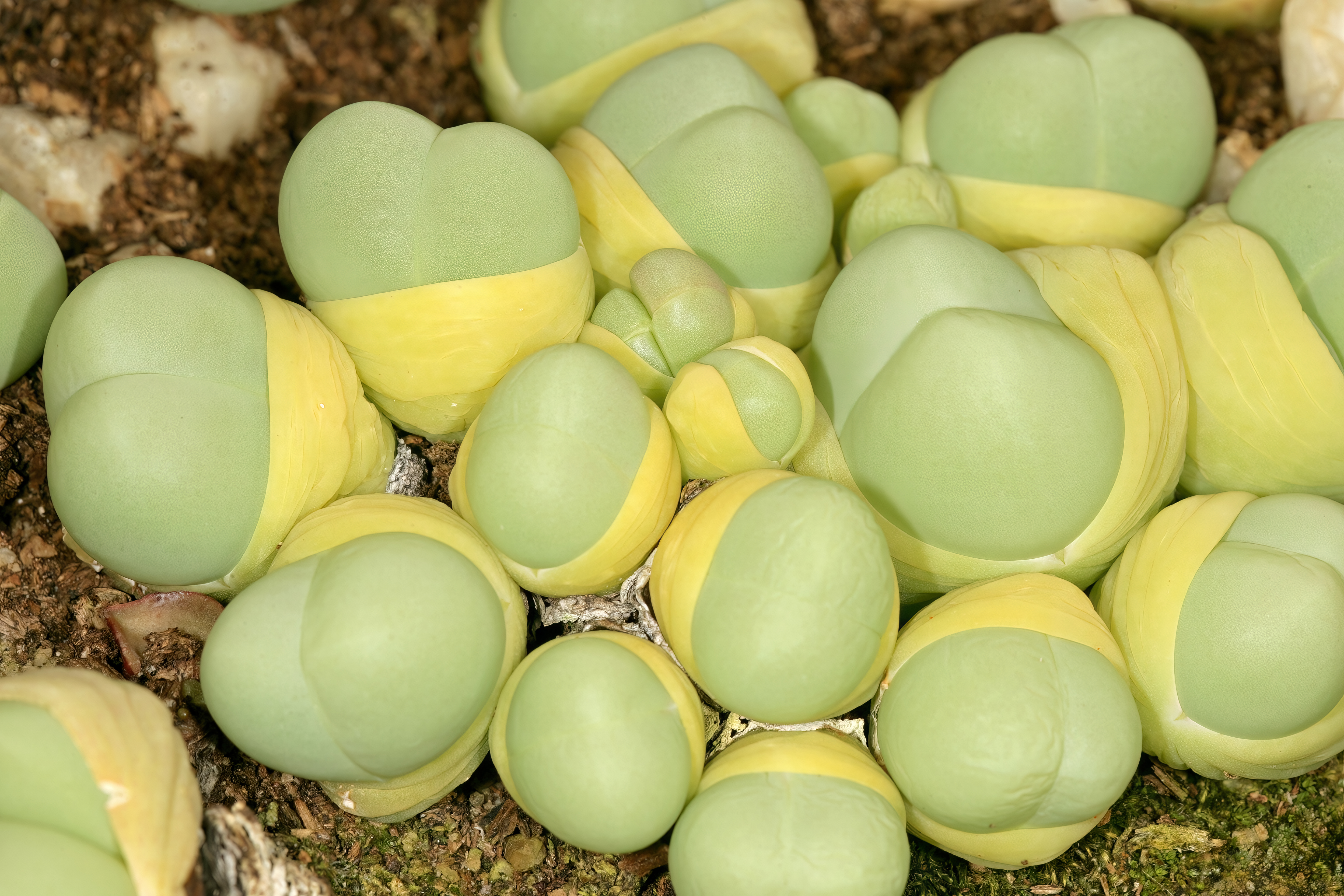
Vista de la planta

## Descripción
Es una pequeña planta suculenta perennifolia de pequeño tamaño que alcanza los 6 cm de altura a una altitud de 430 - 700  metros en Sudáfrica.
Es una pequeña planta con forma de piedras que son dos hojas carnosas desiguales apretadas conjuntamente.

## Taxonomía
Gibbaeum heathii fue descrito por (N.E.Br.) L.Bolus y publicado en Notes Mesembr. Pt. 3: 65. 1937.
Etimología
Gibbaeum: nombre genérico que deriva del latín gibba que significa "tuberculada".
heathii: epíteto
Sinonimia:
- Gibbaeum dubium (N.E.Br.) H.Jacobsen
- Rimaria dubia N.E.Br.
- Rimaria heathii (N.E. Br.) N.E. Br.
- Mesembryanthemum heathii N.E.Br. (1920)
- Gibbaeum blackburniae L.Bolus (1937)
- Gibbaeum comptonii (L.Bolus) L.Bolus
- Rimaria comptonii L.Bolus (1932)
- Gibbaeum luckhoffii L.Bolus (1931)[2][3]

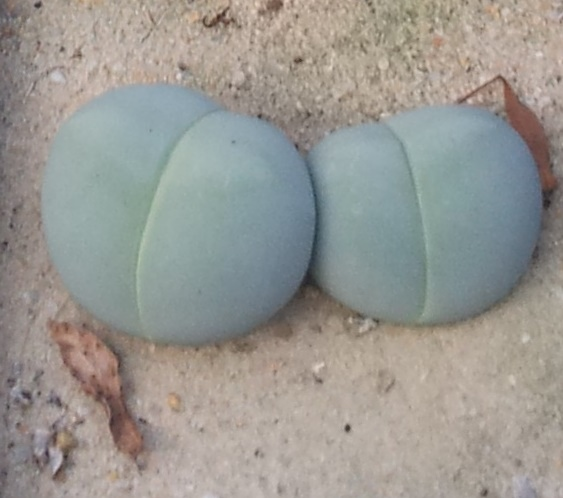
Detalle
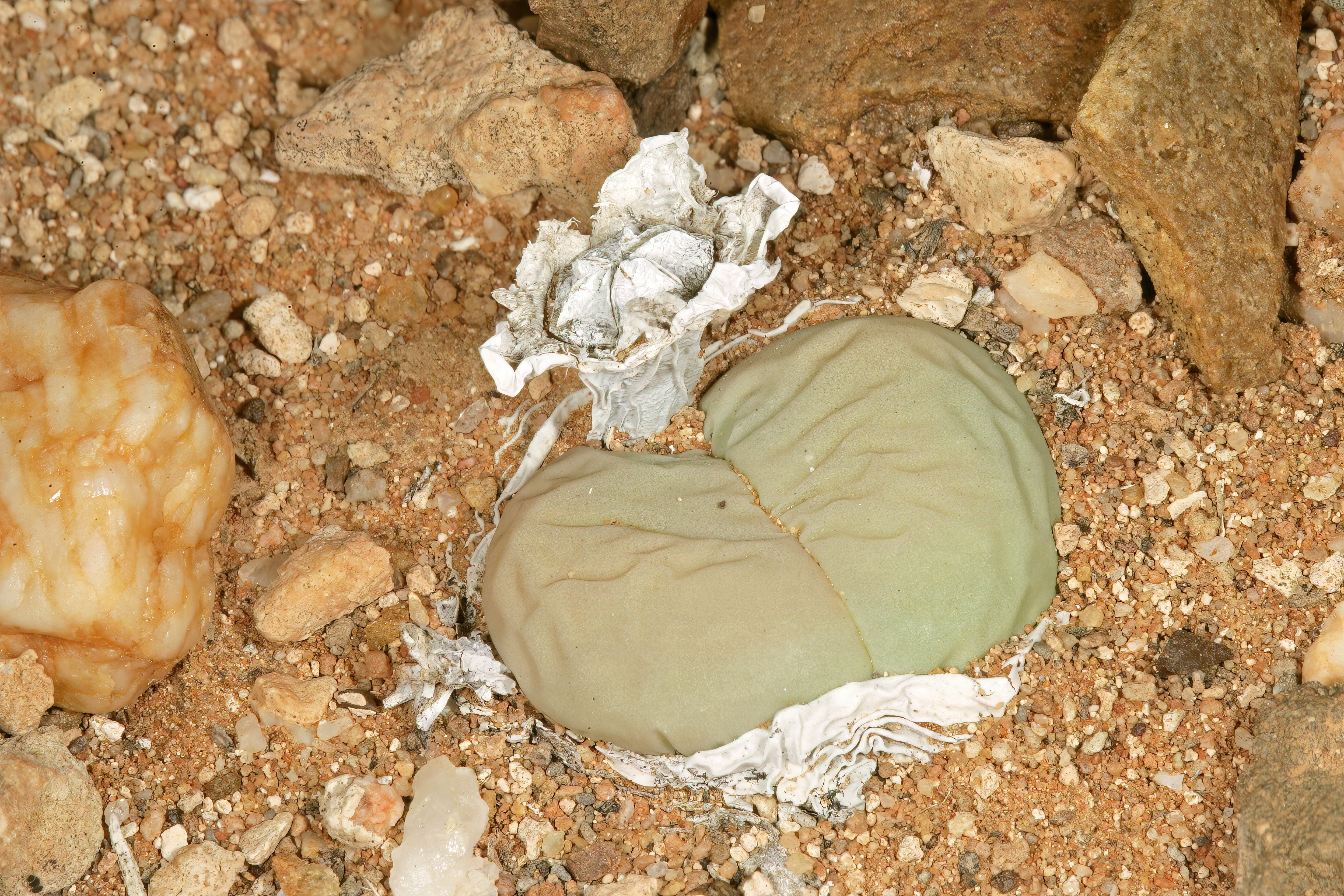
Planta en hábitat
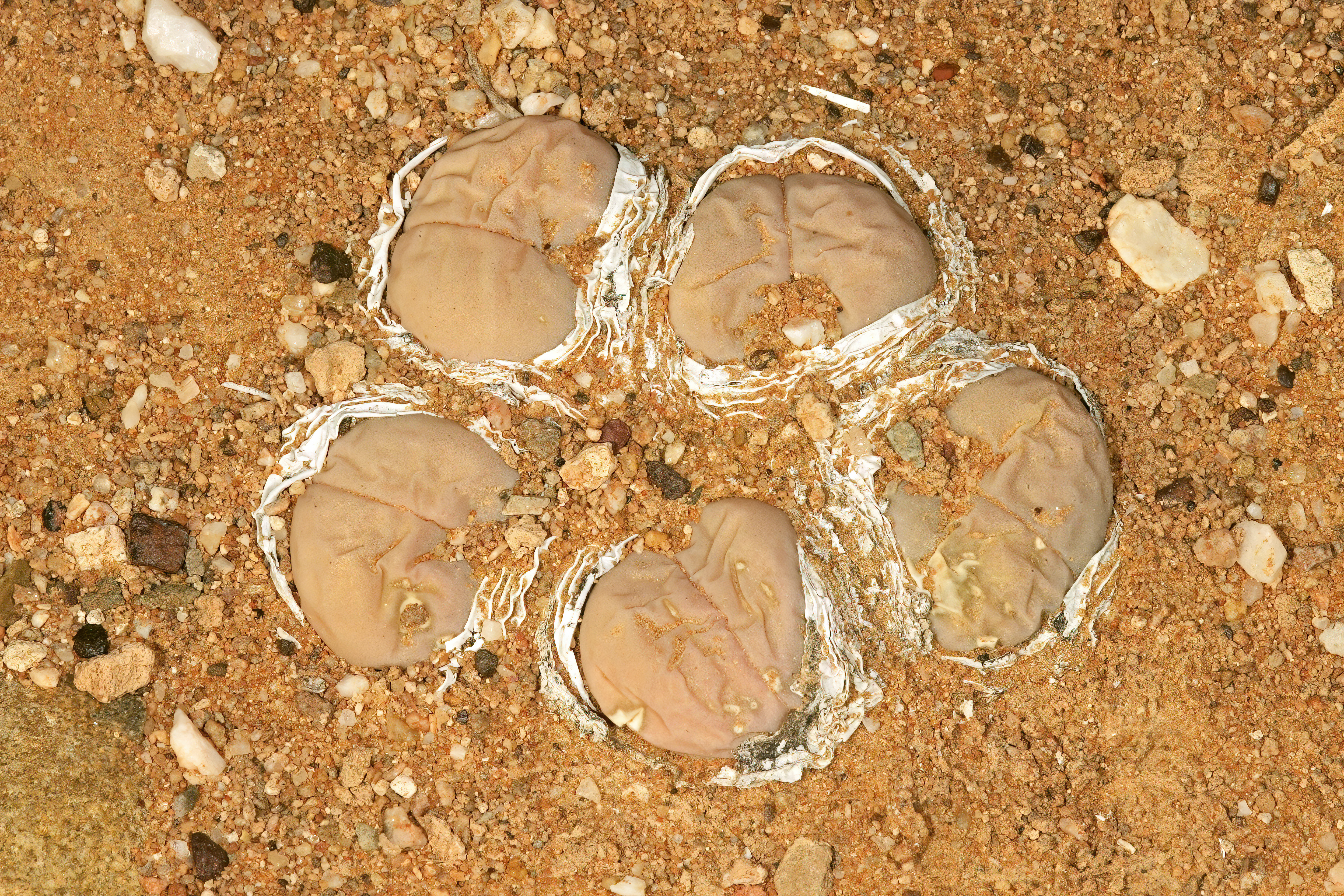
Planta en hábitat